# Hiszpania na Letnich Igrzyskach Olimpijskich 1928
Hiszpania na Letnich Igrzyskach Olimpijskich 1928 reprezentowało 80 zawodników. Był to czwarty start reprezentacji Hiszpanii na letnich igrzyskach olimpijskich. Sportowcy Hiszpanii zdobyli jeden złoty medal.
Najmłodszym reprezentantem Hiszpanii na tych igrzyskach był 17-letni piłkarz wodny – Angel Sabata, zaś najstarszym 54-letni żeglarz – Luis de Arana.

## Skład reprezentacji

### Boks
- José Vilanova – Waga musza (50 kg) – 9. miejsce
- Juan Muñoz – Waga piórkowa (57 kg) – 9. miejsce
- Roberto Sanz – Waga lekka (61 kg) – 9. miejsce
- Dionisio Fernández – Waga półśrednia (66 kg) – 17. miejsce
- César Campuzano – Waga średnia (72 kg) – 9. miejsce
- José Montllor – Waga półciężka (79 kg) – 9. miejsce

### Hokej na trawie
- Bernabé de Chávarri, Enrique de Chávarri, Fernando Torres-Polanco, Francisco Argemí, Francisco De Roig, Jaime Bagúña, José María de Caralt, José de Caralt, José de Chávarri, Juan Becerril, Juan Junqueras, Luis Ysamat, Luis Rierola, Manuel Lobo, Santiago Goicoechea – Hokej na trawie mężczyzn – 7. miejsce

### Jeździectwo
- José Navarro – Skoki przez przeszkody - indywidualnie – 5. miejsce
- José Álvarez – Skoki przez przeszkody - indywidualnie – 10. miejsce
- Julio García – Skoki przez przeszkody - indywidualnie – 12. miejsce
- José María Cabanillas – WKKW – indywidualnie – 24. miejsce
- Antonio Somalo – WKKW – indywidualnie – Nie zajął żadnego miejsca
- Francisco Jiménez – WKKW – indywidualnie – Nie zajął żadnego miejsca
- José Navarro, José Álvarez, Julio García – Skoki przez przeszkody – drużynowo – 1. miejsce (złoty medal)
- José María Cabanillas, Antonio Somalo, Francisco Jiménez – WKKW – drużynowo – Nie zajęli żadnego miejsca

### Kolarstwo torowe
- Yermo – Sprint – 2. miejsce w kwalifikacjach

### Lekkoatletyka
- Enrique de Chávarri – 100 m mężczyzn – 3. miejsce w kwalifikacjach
- Diego Ordóñez – 100 m mężczyzn – 4. miejsce w kwalifikacjach, 200 m mężczyzn – 5. miejsce w kwalifikacjach
- Juan Serrahima – 100 m mężczyzn – 5. miejsce w kwalifikacjach, 200 m mężczyzn – 3. miejsce w kwalifikacjach
- Fernando Muñagorri – 100 m mężczyzn – 6. miejsce w kwalifikacjach
- Joaquín Miquel – 400 m mężczyzn – 3. miejsce w kwalifikacjach, 800 m mężczyzn – 6. miejsce w kwalifikacjach
- Jesús Oyarbide – 5000 m mężczyzn – 5. miejsce w kwalifikacjach
- Arturo Peña – 5000 m mężczyzn – 7. miejsce w kwalifikacjach, 10 000 m mężczyzn – 13. miejsce
- Emilio Ferrer – Maraton mężczyzn – 52. miejsce
- José Culí – Skok o tyczce mężczyzn – 10. miejsce
- Fernando Labourdette-Liaresq – Skok w dal mężczyzn – 41. miejsce
- Enrique de Chávarri, Diego Ordóñez, Juan Serrahima, Fernando Muñagorri – sztafeta 4 x 100 m mężczyzn – 5. miejsce w kwalifikacjach

### Piłka nożna
- Amadeo, Mariscal, Domingo Zaldúa, Paco Bienzobas, Patxi Gamborena, Cholín, Antero, Quincoces, José María Jáuregui, Legarreta, Yermo, Kiriki, Luis Regueiro, Marculeta, Pedro Vallana, Robus, Trino – Turniej mężczyzn – 5. miejsce

### Piłka wodna
- Gonzalo Jiménez, Angel Sabata, Jaime Cruells, José María Puig, Rafael Jiménez, Manuel Majo, Mariano Trigo – Turniej mężczyzn – 9. miejsce

### Pływanie
- José González – 100 m stylem dowolnym mężczyzn – 4. miejsce w kwalifikacjach
- José Francesch – 200 m stylem klasycznym mężczyzn – 5. miejsce w kwalifikacjach
- José González, Estanislao Artal, Ramón Artigas, Francisco Segalá – 4 × 200 m stylem dowolnym mężczyzn – 7. miejsce

### Szermierka
- Diego Díez, Domingo García, Juan Delgado, Félix de Pomés, Fernando García – Floret drużynowo mężczyzn – 3. miejsce w kwalifikacjach
- Juan Delgado, Domingo García, Diego Díez, Félix de Pomés, Francisco González – Szpada drużynowo mężczyzn – 5. miejsce
- Domingo García – Floret mężczyzn – 4. miejsce w kwalifikacjach, Szpada mężczyzn – 7. miejsce w kwalifikacjach
- Fernando García – Floret mężczyzn – 6. miejsce w kwalifikacjach
- Armando Alemán – Floret mężczyzn – 8. miejsce w kwalifikacjach
- Francisco González – Szpada mężczyzn – 7. miejsce w kwalifikacjach, Szabla mężczyzn – 5. miejsce w kwalifikacjach
- Isidro González – Szabla mężczyzn – 4. miejsce w kwalifikacjach
- Joaquín García – Szabla mężczyzn – 6. miejsce w kwalifikacjach

### Żeglarstwo
- Santiago Amat – Jole 12-stopowe – 14. miejsce
- Álvaro de Arana, Javier de Arana, José María, Count de Arteche, Luis de Arana, Pedro José de Galíndez – Klasa 6 metrów – 13. miejsce